# 外国雑誌センター館
外国雑誌センター館（がいこくざっしセンターかん、The National Center for Overseas Periodicals, NCOP）とは、学術情報流通体制の改善を背景し、学術情報の基盤となる一次資料とりわけ学術雑誌を安定的・普遍的に確保するために、文部省が、1977年（昭和52年）度より、国立大学に措置した図書館である。分野別に全国9大学に配置されており、国内未収集の外国学術雑誌等を体系的に収集し、研究者等の研究に資すること目的としている。
医学・生物学系
- 東北大学附属図書館医学分館（仙台市） - 1978年度指定
- 大阪大学附属図書館生命科学図書館（吹田市） - 1977年度指定（当時の中之島分館）
- 九州大学附属図書館医学図書館（福岡市） - 1977年度指定

理工学系
- 東京工業大学附属図書館（目黒区） - 1977年度指定
- 京都大学附属図書館（京都市） - 1987年度指定

農学系
- 東京大学農学生命科学図書館（文京区） - 1977年度指定（当時の農学部図書館）
- 鹿児島大学附属図書館（鹿児島市） - 1977年度指定

人文・社会科学系
- 一橋大学附属図書館（国立市） - 1985年度指定
- 神戸大学社会科学系図書館（神戸市） - 1986年度指定